# Dongducheon
Dongducheon (동두천, pronunție în coreeană [ˈto̞ŋ.du.tsʰʌ̹n]) este un oraș din provincia Gyeonggi-do, Coreea de Sud.
Orașul, situat la nord de Seul, este important din punct de vedere strategic pentru apărarea capitalei coreene. Principalele tabere ale Diviziei a doua de infanterie a Statelor Unite ale Americii se află în oraș, iar comanda diviziei este la Uijeongbu.

## Istoric
În perioada Goguryeo, teritoriul dinastiei s-a extins spre sud, în peninsula coreeană, iar Dongducheon a devenit parte a regatului sub forma naeulmae hyun (o anumită formă de deținere veche a pământului satului). Mai târziu, Dongducheon a devenit satul Sacheon din Silla Unificată în perioada Statelor Nord-Sud. A făcut parte din districtul Yangju din Goryeo.

## Perioada modernă
În 1963, statutul său a fost ridicat la cel de localitate, Tongduchon (eup). În 1981, a fost înființat orașul Dongducheon, care cuprinde județul Yangju.

## Climat
Dongducheon are un climat continental umed influențat de muson (clasificarea climatică Köppen: Dwa) cu ierni reci și uscate și veri calde și ploioase.

## Festivaluri
Din 1999, Dongducheon a găzduit anual Festivalul de rock Dongducheon, unul dintre cele mai mari festivaluri rock din Coreea de Sud. În 2007, festivalul a avut loc la Camp Nimble, o fostă instalație a armatei americane returnată Coreii de Sud.
Un festival dedicat arțarului are loc în fiecare toamnă pe mai multe străzi și părți ale orașului.

## Educație
Există 10 licee, 15 școli gimnaziale, 38 de școli elementare și Universitatea Hanbuk.

## Bazele militare americane
- Baza Casey
- Baza Castle
- Baza Hovey
- Baza Nimble

## Oameni de seamă din Dongducheon
- Jang Dong-shin (scris în Hangul: 장동신), jucător de hochei pe gheață și scrimă în scaun cu rotile din Coreea de Sud.
- Oh Young-hwan (scris în Hangul: 오영환), pompier, eseist și politician sud-coreean.
- Kim Dong-jin (scris în Hangul: 김동진), fost fotbalist sud-coreean.
- Hwang Ji-soo (scris în Hangul: 황지수), fost fotbalist sud-coreean.
- Kim Do-heon (scris în Hangul : 김도헌), fotbalist profesionist sud-coreean.
- Na-mi (nume real: Gim Myeong-ok, scris în Hangul: 김명옥), cântăreață sud-coreeană.
- Yang Se-hyung (scris în Hangul: 양세형), actor sud-coreean, comedian, MC și fratele mai mare al lui Yang Se-chan.
- Yang Se-chan (scris în Hangul: 양세찬), actor sud-coreean, comedian, cântăreț și fratele mai mic al lui Yang Se-hyung.
- J-NO (Nume real: Yoon Dae Hyuk, scris în Hangul: 윤대혁), cântăreț, dansator și idol K-pop, membru al grupului de băieți K-pop APL.
- Yeeun (Nume real: Jang Ye-eun, scris în Hangul: 장예은), cântăreț, rapper, dansator, model, MC și idol K-pop, membru al grupului de fete K-pop CLC.
- Bit-to (nume real: Lee Chang-hyun, scris în Hangul: 이창현), cântăreț, rapper, dansator și idol K-pop, membru al grupului de băieți K-pop UP10TION